# 馬科斯·丹尼爾
馬科斯·丹尼爾（葡萄牙語：Marcos Daniel，1978年7月4日—），巴西男子職業網球運動員。
右手持拍的他，達到他的最高單打ATP的排名在2009年9月14日，當他成為世界排名第56。他的教練是他的兄弟，馬爾西奧。
丹尼爾的哥哥擁有一個學院發展年輕網球運動員，網球中心稱丹尼爾在馬科斯過去是一球接球手。他開始打青年錦標賽，5歲。當他12歲時，代表這個學院，他到達了第一個決賽，但他沒有成功奪冠。
在2009年8月，他進入了半決賽，ATP格施塔德的決賽，儘管他缺乏冠軍，他是作為2008年9月，排名最高的巴西球員。
他由會外賽出線，進入2009年法國網球公開賽會內賽，第一輪就被世界第一西班牙球王拉斐爾·納達爾直落三盤橫掃出局。

## 外部連結
- 馬科斯·丹尼爾（英文/西班牙文）的官方資料
- 馬科斯·丹尼爾的國際網球總會 職業／青少年 官方資料（英文）
- 馬科斯·丹尼爾的官方資料（英文）